# Mario Musco
Mario Stefano Silverio Musco (Ponza, 26 dicembre 1912 – Borgo Tellini, 26 novembre 1940) è stato un militare italiano.
Tenente di complemento del 5º Reggimento bersaglieri del Regio Esercito, combatte sul fronte greco durante la seconda guerra mondiale. Decorato con la Medaglia d'oro al valor militare alla memoria.

## Biografia
Nacque a Ponza il 26 dicembre 1912, figlio di Nazzareno  e Lucia Di Rienzo.  Al seguito della famiglia si trasferì Napoli, poi a Genova e quindi a Roma, dove frequentò il Liceo "Torquato Tasso" frequentando successivamente la facoltà di giurisprudenza presso l'Università La Sapienza. Il 15 luglio 1931 si arruolò volontario nel Regio Esercito, frequentando la Scuola Allievi Ufficiali di Complemento a Milano. Il 17 novembre 1932 fu destinato a prestare servizio per due anni, come sottotenente di complemento, presso il 2º Reggimento bersaglieri. Congedatosi, si laureò il 12 luglio 1934, e nel settembre dello stesso anno vinse il concorso indetto dal Ministero dell'interno come vice commissario di polizia. L'anno successivo divenne funzionario di Prefettura a Firenze, promosso in seguito all'incarico di Primo Segretario. Nel 1938 fu insignito del titolo di Cavaliere dell'Ordine della Corona d'Italia.
Il 1 giugno 1940 fu nuovamente richiamato in servizio con il grado di tenente presso il 5º Reggimento bersaglieri di stanza a Siena, ma il 10 dello stesso mese il Regno d'Italia entrò in guerra contro la Francia e la Gran Bretagna.  Il 28 settembre fu richiamato in servizio, ricevendo l'ordine di raggiungere il 5º Reggimento trasferito in Albania in seno alla 131ª Divisione corazzata "Centauro",  raggiungendo il reparto il 7 di ottobre.
Il 28 dello stesso mese l'Italia attaccò la Grecia, ed egli si distinse durante la battaglia per la conquista del ponte di Kalamas (5 novembre), e poco più tardi, in quella sulla strada per Argirocastro. Il 26 novembre 1940 era al comando della 6ª Compagnia dislocata su un caposaldo di Borgo Tellini, Cippo 33, punto considerato essenziale per lo schieramento del 5º Reggimento, e in modo particolare del 24º Battaglione. Dopo aver respinto un assalto nemico, partì al contrattacco con i pochi bersaglieri rimasti al grido di “Avanti Savoia”, riuscendo a respingere definitivamente l'avversario. A battaglia terminata un colpo d'artiglieria, sparato per proteggere il ripiegamento dei greci, cadde vicino a lui. Investito da una pioggia di schegge rimase ucciso sul colpo. La salma fu inizialmente sepolta vicino alla linea del fronte, venendo in seguito traslata presso un cimitero di guerra ad Argirocastro, per trovare poi definitiva collocazione nel Cimitero del Verano a Roma.
Nel 1948 fu decorato con la medaglia d'oro al valor militare alla memoria, ed inoltre gli furono intitolati il molo di Ponza, una via di Roma, la piazza principale di Borgo Bainsizza (LT) e la sezione provinciale di Latina dell'Associazione Nazionale Ufficiali in Congedo d'Italia.

### Annotazioni
1. ↑  Che ricoprì l'incarico di Ispettore generale del Corpo degli Agenti di Pubblica Sicurezza.
2. ↑  La copia ebbe altri cinque figli: Arturo (divenuto Questore di Roma), Jolanda, Ugo Corrado (divenuto generale), Gabriele, e Laura.
3. ↑  Nel 1956 il liceo intitolò alla sua memoria la palestra dell'istituto.
4. ↑  Il 29 settembre 1935 fu brevemente richiamato in servizio per un periodo addestrativo presso il 1º Reggimento bersaglieri.
5. ↑  Tale decorazione fu concessa postuma, ed appuntata sul petto del padre Nazzareno dal Ministro della Difesa Paolo Emilio Taviani.

### Fonti
1. ↑  Tibaldi 2007, p. 23.
2. 1 2 3 4 5 6 7  Provincia Latina. Il percorso della memoria n.9, ottobre-novembre-dicembre 2010, p. 19.
3. 1 2 3  Tibaldi 2007, p. 24.
4. 1 2 3  Tibaldi 2007, p. 25.
5. ↑  Provincia Latina. Il percorso della memoria n.9, ottobre-novembre-dicembre 2010, p. 18.